# Fausto Gastañeta
Fausto Gastañeta Espinoza, (Lima, 1872 – Lima, 1945) fue un escritor y periodista peruano.

## Biografía
Hijo de Carmen Espinoza-Álvarez y Pedro Gastañeta-Rivero. En 1925 contrajo matrimonio con Victoria Noriega Ducló. 
Fue el creador de la serie costumbrista de relatos Doña Caro, vida y milagros, que apareció en los semanarios Variedades y Mundial, además del diario El Comercio donde también fue crítico taurino, bajo el seudónimo taurómaco de “Que Se Vaya”. Propuso la creación de la Feria del Señor de los Milagros.

## Valoración
En sus crónicas que semanalmente aparecían en El Comercio dio vida a una familia criolla y huachafa de Lima: Doña Caro, sus hijas Zoraida y Etelvina, el hijo Gregorio y el perrito Troley.
No fue un estilista, pero la riqueza de sus escritos radica en el tema y en la amenidad con el que el autor costumbrista solía obsequiar a sus lectores semanalmente (Arriola).
El personaje creado por Gastañeta ha sido el referente de la huachafa (cursi), mujer que repetía ridículamente estereotipos de la elite en el Perú de principios de siglo XX, y cuya imagen ha sobrevivido hasta la actualidad en el imaginario colectivo y en la literatura del Perú.

## Publicación
Publicó una obra, con un compendio de artículos, titulada Artículos inéditos de Káskaras, (Lima: Editorial Minerva). Se vendió en 2 soles el ejemplar, aunque se editaron muy pocos ejemplares (existe un ejemplar en la biblioteca de la Municipalidad de Lima). A decir de Luis Alberto Sánchez, sus artículos firmados con su seudónimo de Káskaras, son inferiores a sus primeras crónicas (las de la serie de Doña Caro).